# Ønologi
Ønologi er studiet af vin. Navnet stammer fra oldgræsk: οἴνος (oinos), som betyder vin. Louis Pasteur betragtes som stamfaderen til den moderne ønologi. Siden 1955 er ønologi et fireårigt studium i botanik, fysik, kemi, mikrobiologi med mere. Uddannelsen kan primært tages ved universiteter i Frankrig, men også i enkelte andre lande.
| Vin og vindruer | Spire Denne artikel om vin eller vindruer er en spire som bør udbygges. Du er velkommen til at hjælpe Wikipedia ved at udvide den. |